# Lv1魔王とワンルーム勇者
『Lv1魔王とワンルーム勇者』（レベルワンまおうとワンルームゆうしゃ）は、toufuによる日本の漫画作品。2020年4月1日から2024年6月4日まで『COMIC FUZ』（芳文社）にて連載された。
また2023年7月から9月までテレビアニメが放送された。

## ストーリー
勇者マックスに倒された魔王は10年振りに復活するが、弱体化して幼い姿となってしまった。一方のマックスは10年の間に失墜して自堕落な生活を送っており、見かねた魔王が何かと面倒を見ることになる。
マックスだけでなくその仲間たちも10年の間に政治紛争に巻き込まれており、互いに険悪になっていた。魔王の仲介もあってマックスは重い腰を上げ、仲間たちの抗争を解決することに成功。魔王との仲も深まった。
しかし、魔王が勇者の伴侶として過ごす有様に魔王軍主戦派は憤慨し、魔界にデートに来たマックスを半殺しにして魔王から引き離してしまう。不可抗力で再び敵味方となった魔王と勇者が、最後の戦いを繰り広げる。

## 登場人物
声の項はテレビアニメの担当声優。

### マックスと仲間達
マックス
声 - 中村悠一
本作の主人公で元・勇者。仲間と共に魔王を倒す偉業を成し遂げたが、その事で天狗になったり、世間知の低さからスキャンダルや事件に巻き込まれて、勇者としての名声を失墜させる。その事で人間不信となり、10年が過ぎた現在では貯えを取り崩しながら自堕落な生活を送る状態であった。
長年に渡る不摂生や加齢により全盛期には及ばないが、幅10メートル程の川を飛び越えたり、自転車で自宅から遥か遠くのガンマ自治区まで爆走するなど、その身体能力は未だ超人の域にある。また、若い頃には無かった狡猾さや覚悟を身につけており、魔王軍からは全盛期より今の方が手強いという評も聞かれる。事実、爆破テロなど国の不審な動きに対しても即座に見抜いていた。
現在住んでいるアパートには、押入れに幽霊が住み着いているが、気付いていない。
魔王軍との再戦では圧倒的な覚悟と精神力を見せつけ、魔界の将軍や四天王を次々と討ち取った。また味方の援護があったとはいえ、全盛期より強く復活した魔王と互角以上の戦いをするなど、純粋な武力も全盛期を越えた。
平和になった後は魔界との不可侵条約を結び、社会への恨みや無気力も克服。波乱の人生を面白おかしく語ってお茶の間の笑いを誘うテレビタレントとして活躍を始める。作者の掲げたテーマである「再起」を遂げて、話は終わる。
魔王
声 - 大空直美、間宮康弘（元の魔王）
もう一人の主人公で魔王。マックスたち勇者パーティとの激闘の末に倒されるが、これによりマックスを好敵手と認め、復活と再戦を宣言し、10年後に復活した。しかし、完全復活にはそれよりも遥かに長い眠りが必要だったところを、マックスとの再会に逸る余りに相当に無理をして時期を早めたため、素の戦闘力は現在のマックスにも素手で軽く一蹴される程度のレベルにまで劇的に弱体化し、見た目も10歳になるかどうかの幼女となっている。マックスとの再戦を期して魔力の波長をたどって現れるが、落ちぶれたマックスに愕然としたのち、押しかけ女房宜しくなにかと面倒を見るようになる。自堕落なマックスを甘やかす傾向がある。普段着としているのは復活直後に部下のゼニアに着せられたセーラー服。
かつてマックスたちと戦った際には第3の眼と蛾の様な羽根をもち筋骨隆々な姿だったが、元々魔力を使って姿を変えるのは得意らしく、時折年頃の女性サイズに変身している。なお、当初は子供サイズのセーラー服のままだったため、度を越して露出の激しい姿になっていたが、大人サイズの服も着るようになる。
マックスから性別について問われたが、照れて誤魔化したため実際の所は不明。また名前についても作中終盤まで明かされず、配下の魔族達も魔王の名については知らされていない。
マックスと親密になりすぎたため、それを疎む主戦派の忠臣たちによって暴走させられ、再び勇者一行と戦うことに。あと200年はかかる予定だった完全復活を忠臣の献身によって果たし、10年前より強く美しい女性の姿でマックスたちに襲いかかる。
死力を尽くして戦いつつ勇者に惚れ直し、一時は勇者を説得するのでなく殺してアンデッドにすることで思いを果たすことも検討するが、最終的には絶対諦めなかった勇者に負けを認め、勝利を譲った。体はまた子供大に縮んでしまったが、真の名をマックスに教え結婚する。
ゼニア
声 - 日笠陽子
魔王の秘書官を務める魔族。かなり抜けているが人間社会の情勢と時勢に詳しく、魔王からも認められるほどに秘書としての能力も確か。小さなツノがある以外は人間と大差ない容姿。魔力を全く持っておらず、攻撃はメリケンサックを用いる。ただ力は相当でマックスが思わず怯むほど。また魔王城から三日かけて歩いてマックスのアパートにたどり着くなど、驚きの体力も持ち合わせている。魔王に対する忠誠はあるが悪く言われて雑な態度をとることもある。
普段は真面目だが缶チューハイ一本でも酔いつぶれてしまうほどの下戸に加えて酒癖も悪く、しかも酔っている間はマックスが命の危機を感じるほどに腕力が大幅に増す。ビジネススーツのベストとスカートorパンツに該当する部分をハイレグ水着かレオタード（原作では後ろはTバック）にしたような恰好をしているが、周りから好奇な目で見られても動じない。だが全裸になった時はさすがに顔を赤らめ、号泣していた。後に魔王と一緒にマックスの隣室に引っ越してくる。
女スパイになるときはキャットスーツに七つ道具で決めているがドジですぐ捕まる。幼年時に退治される前の魔王から「人間は生き返れないから滅多に殺すな」と教育された。
魔導庁のパソコンから自身のパソコンへデータを盗もうとするが、コンピュータウイルスに感染して逆にデータを流出させる失態を犯す。しかしこの一件が後に、グリムス失墜の大きな鍵となる。
フレッド
声 - 松岡禎丞
僧侶。現在は魔導庁長官を務める。勇者一行に居た頃から参謀役として機能した明晰な頭脳と冷静な判断力を持つ。周囲を守る優しさを持ち、基本的な振る舞いは温厚な好青年だが激情家でもあり、興奮すると口調が悪くなり荒っぽい対応が目立つなど、マックスやレオに劣らない武闘派の一面も有している。また、政治家となった現在では腹芸も器用にこなす。元来仲間思いだが素直になれず、そこは逆に不器用。利口に生きられない仲間たちを何とかしようとするが、擦れ違いを続け、レオとは果し合いにまで発展する。
霊感が高い様でマックスの部屋に住み着く幽霊に気付いているが、耐性は低い様で幽霊を目撃すると体調を崩している。
レオとの一件及び魔導庁の爆破事故で大臣たちから責任問題を問われたが、グリムスの逮捕によってお咎めなしとなり、余った大臣の椅子に座ることになった。
魔界での戦闘では貴重な回復役と魔法攻撃役を両方こなし、その戦いを最後まで支えた。
レオ
声 - 下野紘
戦士。脳筋だが仲間思い。追放された荒れ地を開拓。そこで魔鉱脈や温泉を発見するが、仲間たちの権利を守るため母国から独立して「ガンマ共和国」建国を宣言していた。フレッドとの果し合いにまで発展するが、乱入したマックスによって場を治められ、配信中のカメラに向かって行った土下座もあって民意の後押しを受け、「ガンマ自治区」としての権利を勝ち取る。
実力は十年前から衰えておらず、武器を振り回すだけで大竜巻が起こるほど。裸であっても並の武器や魔法ではかすり傷一つ付けられない。
魔界での戦闘は怪力を生かしてチームの盾として活躍。魔王と勇者の和解に満足した顔を浮かべていた。
ユリア
声 - 小清水亜美
女魔法使い。メンバーを俯瞰して鋭く分析している。現役時はかなりマッシブな体型だったが、現在は結婚しており少々ふくよかになっている。娘が生まれているほか、作中で第2子・ユウジを出産している。
身重であったため、仲間たちのバカ騒ぎにも直接の介入はせず、マックスに非常用のブーストタブレット（飴玉に擬装）とメッセージを託していた。
出産後は腐れ縁からマックスを助けるため暗黒大陸に向かう。太って体力は落ちたものの魔力自体は全盛期から全く変わっておらず、魔界では高威力の攻撃魔法と補助魔法でチームを支えた。
幽霊
声 - 小林ゆう
マックスの部屋の押し入れに住んでいる幽霊。長髪で片目は見えない。どうやらマックスに惚れているらしく、魔王がアプローチをかけるたびに怒気を見せている。
アンデッド族に慣れている魔王にすら見えていないことから、普通の幽霊ではなく怪異の類と察せられる。破壊されたマックスの部屋を日曜大工で直すなど、意外に手先が器用。
作中で唯一自分のことが視えるフレッドに対して一方的な友好意識を持っており、様々な呪いともイタズラともつかぬ行為を仕掛ける。

### 人間側
サラ
声 - 小原好美
ユリアの娘で小学2年生。ジト目が母親に似ている。「勇者マックスと遊んじゃ駄目」と他の父兄たちに言われても、悪評が立った上にだらしなく怪しい風体のマックスとも、普通に遊んでいる。バドミントンが好き。
ヒロム
声 - 大泊貴揮
ユリアの夫でサラの父。眼鏡をかけたごく普通の一般人。
あねご
声 - 伊藤静
レオの部下。筋骨隆々で姉御肌の女傑で、ガンマ共和国の実働部隊をまとめている。本名不明。
ウィル
声 - 興津和幸
レオの部下。周囲の者より一回り若いためにマックスの強さを知らず、不遜な態度を取って懲らしめられた。
ジョー
声 - 佐々木義人
レオの部下。リーゼントヘアが自慢の軽薄な男。
リム
声 - 森なな子
フレッドの部下。短髪で中性的な魔導庁の女性官僚で、卓越した炎の使い手。
ボトカ
声 - 杉崎亮
フレッドの部下。禿頭の強面で、城壁をも貫通する強力な破壊光線を使う。
ガルモフ
声 - 楠見尚己
王国軍大尉。異能者であるフレッドたちを快く思っていない。
ミズハラ
声 - 古木のぞみ
雑誌「フリーデイ」記者。マックスたち勇者一向のスクープを常に狙っており、そのためなら多少の苦労や違法行為も厭わない。
スギタニ
声 - 手塚ヒロミチ
雑誌「フリーデイ」カメラマン。冷静で淡々とした性格。

### 魔王軍側
魔界に暮らす種族であり、人間界以上に多種多様な知的種族を擁する。「七生を生きる」と言うように彼らにとって死は「一時的に眠ることで復活するもの」であり、マックスたちと戦った魔王軍メンバーも負けたことを根に持っている者は少ない。魔王と同様に持てる力に比例して眠りの期間が長くなり、それに満たない期間で目覚めると本来の姿より幼い姿になる。
アスタロト
魔王軍四天王悪魔兵団筆頭。長髪の美形で二本の角が生えている。自他ともに認める魔王の第一の部下だが、魔王への忠義は偏愛の域に達しており、マックスを深く憎んでいる。どんな手を使っても魔王を昔のような破壊と闘争の化身に戻そうと暗躍する。
傷から流れ出た血を硬質化して武器にする能力がある。本気を出すと銀髪化し、背中に翼が生える。この状態ではいくら斬られても再生するため、人間が個人で勝つのは不可能に等しい。
魔界に宴に来たマックスを決闘で倒して追い返した上、苦悩する魔王に自分の禍々しい力を注入。その人格を暴走させ、人間界への侵攻をそそのかす。しかし自らは代償として再生力を失い、再訪した勇者たちにあっけなく討たれた。その後復活するが、力の消耗と期間の短さから赤ん坊の状態まで退行している。
ヘカテ
声 - ファイルーズあい
魔王軍龍魔兵団のエリート女性魔族。ゼニアとは同期の顔見知りでもある。人間形態は普通のゴスロリ少女だが、本来の姿は三つ首のドラゴン。アスタロトの直属部下ではないものの、その命に従って相棒のバフォメットと共にマックスの命を狙う。
バフォメット
魔王軍悪魔兵団指南役。羊がそのまま人型になったかのような姿に屈強な肉体を持つパワーファイターだが、町中で活動する時は普通の羊に化けている。アスタロトの命に従って相棒のヘカテと共にマックスの命を狙う。
本気を出すと手足が四本ずつあるケンタウロス型の巨獣と化し、強力な電撃を撒き散らす。
ロドリック
魔王軍四天王魔人兵団筆頭。元人間で、眼球が黒い他は人間に近い風貌。10年前自分たちを斃したマックスを許しておらず、魔王とマックスの融和も苦々しく思っている。
魔人になった後も人間のハングリー精神を失っておらず、修行で強くなり続けている。マックス達の再戦では再生能力や遠隔攻撃も披露し、一行を苦しめた。敗れるも早期に復活してマックスを襲うが、休眠時間の不足で見た目はクソガキ。身体に引きずられているのか、魔王に叱られたりサラにケンカ売ってやり返されるとべそをかいている。
人物としては刀剣コレクターという一面があり、アスタロトに敗れたマックスから聖剣ブレイズブリンガーを奪った。それが魔剣レヴァリオスとの確執を生んでいる。
デミトリアス
声 - 大泊貴揮
魔王軍四天王不死兵団筆頭。黒いローブと白い仮面を纏っており、素顔は不明。かつて大量のアンデッド軍団を使ってマックスたち全員を追い詰めた実力者。他の四天王に比べ飄々としているものの、魔王の個人的感情を尊重する傾向にある。
戦闘時には大鎌を振るい、炎とともにワープする能力を持つ。魔王の恋人としての勇者に肩入れしすぎたため、外患誘致とみなされロドリックとの決闘に突入するが、逆にロドリックの魔族らしくない部分を指摘していた。なんだかんだと面倒見が良いのか、無理して復活したロドリックを監視する名目で自分も起きてきた。
ベヘマス
魔王軍四天王竜魔兵団筆頭。普段は竜型の甲冑を纏った女性の姿で、有事には巨竜の本体を現す。無骨で男女間の機微がわからないものの、魔王の激変に違和を感じ取りマックスに与する。
魔王軍と勇者の再戦では勇者につき、激戦の末にアビステンタクラーと刺し違えて死亡。寝ているヒマはないとしてすぐ蘇るも、子供に戻ってしまった。
アビステンタクラー
魔王軍水棲兵団筆頭。「旧き神々の血族」を名乗る女性魔族。翼の生えた数十メートルの巨大なイカの姿をしている。巨体通りの怪力に加えて様々な能力を持ち、四天王ではないがそれに匹敵する実力者として君臨している別格の存在。そういうこともあってか、他の魔物たちでは兵団筆頭クラスですら奉る四天王を呼び捨てにして小童と見下しているが、唯一魔王にのみは服従する。
勇者とベヘマスの協力攻撃に討ち取られ、小さいイカに戻ってしまった。
レベッカ
魔王軍獣魔兵団第六隊長。逞しいオーク族の女戦士で、レオと真っ向から組み合える超怪力の持ち主。鎧を自作する器用な一面もある。
プライヤ
魔王軍虫魔兵団第一隊長。カマキリの姿をした女性魔族で、なぜかロドリックを大変嫌っている。
魔剣レヴァリオス
魔王軍白兵戦団第四隊長。持ち主の生気を吸うため、握ると手から離れなくなるという呪いの装備。ただしその攻撃力は比類なく、聖剣を失ったマックスの強力な武器となる。女性。
聖剣を手にしたロドリックから中古呼ばわりされて捨てられたことを恨んでいる。
アバドン
魔王軍虫魔兵団筆頭。虫の悪魔で、獰猛な肉食の蝗を大量に召喚する。この蝗は火炎魔法を物ともせず突撃してくるため、全盛期の勇者一行をして苦戦せしめた。

### 九大臣
フランカ
声 - 谷育子
第1大臣。紫の頭巾とマフラーで顔を包んだ老女で、杖をついている。
トリゴーリン
声 - 大塚明夫
第2大臣。黄ばんだ顎鬚をはやしている。ガンマ自治区の件で、「自治区になったのを理由に、レオが反旗を翻して襲撃してくるのではないか？」と懸念を示している。爆破事故とレオとの争いでフレッドに強く責任を追及した人物。
グリムス
声 - 堀内賢雄
第3大臣。 黒眼鏡にお茶らけた話し方で軽薄に見えるが、何かを企んでいる。皆から「閣下」と呼ばれている。悪評高く、黒い噂が絶えない。
ゼニアが誤ってコンピュータウイルスに感染した結果、無作為に全世界へデータを流出させてしまう。その中に魔導庁の運用資金などを記した帳簿のデータがあり、資金の一部がダミー口座を通じてグリムスの手元に入っていたことが判明。これにより横領罪で逮捕され、大臣としての地位を失う。魔導庁の爆破事故にも絡んでいるとされ、連行される前フレッドに対し、「戦争で得をする人間だっているのだ」と言い残して立ち去った。大臣としての功績もあってか2年後には刑期を終え、マックスと同じバラエテイ番組に出演するなど社会復帰している。
レインハルト
声 - 置鮎龍太郎
第4大臣。 髪を長く伸ばし左目が前髪で隠れている。宝塚のような赤い軍服風衣装に、斜めにサッシュを掛け光沢のあるロングブーツ。他大臣から離れ窓の外を見ている場面が多い。
ゼーマン
声 - 草尾毅
第5大臣。ネクタイが異常に短い。
ヘイワード
声 - 土師孝也
第6大臣。片眼鏡でバロック期の作曲家か裁判長のようなウイッグをかぶっている。
セゼク
声 - 田中真弓
第7大臣。子供体形で水玉模様の道化師みたいな服。
メネヒルト
声 - 井上麻里奈
第8大臣。真面目なため嘘などが顔に出やすく、グリムスの逮捕に関してもフレッドを除いて何も聞かされていなかった。
ジョージ
声 - 玄田哲章
第9大臣。オールバックの髪型で強面。襟と胸に階級章のようなワッペンがある。レオのことを買っており、自治区になって反旗を翻すようなことはないと、周囲の大臣に言って聞かせていた。

## 書誌情報
- toufu 『Lv1魔王とワンルーム勇者』 芳文社〈FUZコミックス〉、全11巻[7]
  1. 2020年3月2日発売、ISBN 978-4-8322-3721-6
  2. 2020年4月3日発売、ISBN 978-4-8322-3727-8
  3. 2020年7月1日発売、ISBN 978-4-8322-3753-7
  4. 2021年3月1日発売、ISBN 978-4-8322-3807-7
  5. 2021年8月2日発売、ISBN 978-4-8322-3845-9
  6. 2022年4月1日発売、ISBN 978-4-8322-3906-7
  7. 2022年10月3日発売、ISBN 978-4-8322-3946-3
  8. 2023年7月3日発売、ISBN 978-4-8322-0305-1
  9. 2023年8月1日発売、ISBN 978-4-8322-0313-6
  10. 2024年2月1日発売、ISBN 978-4-8322-0361-7
  11. 2024年7月1日発売、ISBN 978-4-8322-0413-3

## テレビアニメ
2022年3月29日、テレビアニメ化が発表された。2023年7月から9月までAT-Xほかにて放送された。

### スタッフ
- 原作 - toufu「Lv1魔王とワンルーム勇者」（芳文社・COMIC FUZ連載）
- 監督 - 井上圭介[2]
- シリーズ構成・脚本 - 大野敏哉[2]
- キャラクターデザイン - 渡辺義弘[2]
- サブデザイン - 株式会社レコメンデーション
- 色彩設計 - 長谷川美穂[4]
- 美術監督 - 菊地明子[4]
- 美術設定 - 平義樹弥
- 3D監督 - 栗林裕紀
- 撮影監督 - 衛藤英毅[4]
- 編集 - 近藤勇二（REAL-T）[4]
- 音響監督 - 亀山俊樹[4]
- 音楽 - R・O・N[4]
- 音楽制作 - 日本コロムビア[4]
- 音楽プロデューサー - 植村俊一
- プロデューサー - 高橋伸明、黒田悠生、川崎真衣、西前朱加、外川明宏、松村尚[注 4]、福井詔雄
- アニメーションプロデューサー - 鬼塚康介、吉田昇央
- アニメーション制作 - SILVER LINK.×BLADE[2]
- 製作 - Lv1魔王とワンルーム勇者製作委員会

### 主題歌
「One Room Adventure」
MADKIDによるオープニングテーマ。作詞はLINとYUKI、作曲はpw.aとUcca-Laugh、編曲はpw.a。
「ミライ=テレポート」
ねんねによるエンディングテーマ。作詞・作曲はねんね、編曲は佐々木聡作。

### 各話リスト
| 話数 | サブタイトル         | 絵コンテ        | 演出     | 作画監督 | 総作画監督               | 初放送日      |
| ---- | -------------------- | --------------- | -------- | --- | ------------------------ | ------------- |
| #1   | 魔王復活!            | 井上圭介        | 井上圭介 | 井本由紀 | 渡辺義弘 川島尚 宮かなえ | 2023年 7月3日 |
| #2   | メガネ女にご用心     | 所俊克          | 所俊克   | 菊池有騎 川口弘明 松本勝次 青木昭仁 St μ                                                                              | 渡辺義弘 反町司 宮かなえ | 7月10日       |
| #3   | 僧侶フレッド         | 吉川浩司 竹内光 | 木村佳嗣 | 永田正美 能地清 小澤円                                                                                                | 宮かなえ 川島尚          | 7月17日       |
| #4   | 勇者の新たなる挑戦！ | 又野弘道        | 又野弘道 | 永田正美 永田有香 明光 龍光 原涵妮 Studio EverGreen 24FPS St μ                                                        | 反町司                   | 7月24日       |
| #5   | へいかとっ！         | 尾上皓紀        | 尾上皓紀 | 竹森由加 原田渉 へばらぎ                                                                                              | 川島尚 宮かなえ          | 7月31日       |
| #6   | 国境線の攻防         | 所俊克          | 所俊克   | 菊池有騎 川口弘明 松本勝次 St μ 永田正美 明光 慧敏 鑫月                                                               | 反町司                   | 8月7日        |
| #7   | 秘書官がんばる       | 米林拓          | 竹谷徹平 | 永田正美 能地清 池田竜也 Studio EverGreen 24FPS                                                                       | 宮かなえ 川島尚          | 8月14日       |
| #8   | 決別                 | 小澤円          | 又野弘道 | 永田正美 永田有香 小澤円 Park Ji-seung Lee Min bae Hong Ye-na Studio EverGreen 24FPS 明光                             | 反町司                   | 8月21日       |
| #9   | 勇者の葛藤           | なかの★陽       | 日下直義 | 竹森由加 片山敬介 原田渉 RadPlus One Order Big Owl SAS                                                                | 反町司 川島尚 宮かなえ   | 8月28日       |
| #10  | レオvsフレッド       | 大畑晃一        | 小柴純弥 | 井本由紀 武志鵬 原田渉                                                                                                | 反町司 川島尚 宮かなえ   | 9月4日        |
| #11  | 勇者 土に塗れる      | 竹谷徹平        | 竹谷徹平 | 菊池有騎 川口弘明 中島大智 森悦史 能地清 永田正美 小澤円 龍光 明光                                                    | 渡辺義弘 反町司 川島尚   | 9月11日       |
| #12  | 彼らがもたらしたもの | 所俊克          | 所俊克   | 池田竜也 松本勝次 永田有香 小澤円 永田正美 Lee Min bae Park Ji-seung Hong Ye-na Jang Han-byeol Studio EverGreen 24FPS | 反町司 川島尚 宮かなえ   | 9月18日       |

### 放送局
| 放送期間               | 放送時間                     | 放送局     | 対象地域   | 備考                                            |
| ---------------------- | ---------------------------- | ---------- | ---------- | ----------------------------------------------- |
| 2023年7月3日 - 9月18日 | 月曜 21:30 - 22:00           | AT-X       | 日本全域   | 製作参加 / CS放送 / 字幕放送 / リピート放送あり |
|                        | 月曜 22:30 - 23:00           | TOKYO MX   | 東京都     |                                                 |
| 2023年7月4日 - 9月19日 | 火曜 0:00 - 0:30（月曜深夜） | BS日テレ   | 日本全域   | BS放送 / 『アニメにむちゅ〜』枠                 |
| 2023年7月7日 - 9月22日 | 金曜 2:55 - 3:25（木曜深夜） | 関西テレビ | 近畿広域圏 | 製作参加                                        |

| 配信開始日   | 配信時間                 | 配信サイト |
| ------------ | ------------------------ | --- |
| 2023年7月3日 | 月曜 22:00 更新          | dアニメストア |
| 2023年7月8日 | 土曜 22:00 以降順次 更新 | ABEMA ニコニコ生放送 ニコニコチャンネル Lemino FOD バンダイチャンネル Hulu TELASA J:COMオンデマンド メガパック milplus U-NEXT アニメ放題 Amazon Prime Video DMM TV カンテレドーガ TVer アニメフェスタ |

### BD / DVD
| 巻 | 発売日         | 収録話         | 規格品番  | 規格品番   |
| 巻 | 発売日         | 収録話         | BD        | DVD        |
| -- | -------------- | -------------- | --------- | ---------- |
| 1  | 2023年9月27日  | 第1話 - 第4話  | KAXA-8661 | KABA-11421 |
| 2  | 2023年10月25日 | 第5話 - 第8話  | KAXA-8662 | KABA-11422 |
| 3  | 2023年11月29日 | 第9話 - 第12話 | KAXA-8663 | KABA-11423 |

### Webラジオ
魔王役の大空直美とゼニア役の日笠陽子がパーソナリティを務めるWEBラジオ『三つ目のキングと秘書官のむちむちPoo Cube RADIO』（略称：むちらじ）がYoutubeの KADOKAWA Anime Channelで2023年6月12日から毎週月曜日に配信。番組タイトルは初回放送内で決定した。9月23日には最終回スペシャル生放送が配信された。